# Prix Félix Robin
Der Prix Félix Robin ist ein Preis der Société française de physique für besondere Leistungen in der Physik. Er wird seit 1922 zwei- und seit 1958 jährlich verliehen. Gestiftet wurde die Auszeichnung von dem im Ersten Weltkrieg gefallenen Ingenieur Félix Robin für „herausragende wissenschaftlichen Arbeiten von Franzosen in Frankreich“.

## Preisträger
- 1917 Institut d’Optique
- 1922 Maurice de Broglie
- 1924 Jean Cabannes
- 1926 François Croze
- 1928 Antonin Andant
- 1930 Daniel Chalonge
- 1932 Gabriel Foëx
- 1934 Alexandre Dauvillier
- 1936 Henri Adolphe Gondet
- 1938 Louis Néel
- 1940 Jean Paul Mathieu
- 1942 Louis Leprince-Ringuet
- 1944 Albert Arnulf
- 1946 Alfred Kastler
- 1948 Gaston Dupouy
- 1950 Henri Bizette
- 1952 Jacques Yvon
- 1955 Jean Brossel
- 1956 Georges-Albert Boutry
- 1958 Pierre Biquard
- 1959 Maurice Lévy
- 1960 Pierre Duffieux
- 1961 Serge Nikitine
- 1962 Maurice Françon
- 1963 Jacques Friedel
- 1964 L. Weill
- 1965 Raimond Castaing
- 1966 Michel Soutif
- 1967 Jacques Thirion
- 1968 Claude Bloch
- 1969 Ionel Solomon
- 1970 André Herpin
- 1971 Évry Schatzman
- 1972 Vittorio Luzzati
- 1973 Charles Peyrou
- 1974 Pierre Aigrain
- 1975 Louis Michel
- 1976 Jacques Prentki
- 1977 Bernard Cagnac
- 1978 Henri Benoit
- 1979 Jean Louis Steinberg
- 1980 Bernard Jacrot
- 1981 Marianne Lambert
- 1982 Marc Lefort
- 1983 Pierre Marin
- 1984 Jacques des Cloizeaux
- 1985 James Lequeux
- 1986 Claude Mercier
- 1987 Gérard Mainfray
- 1988 Claude Itzykson
- 1989 Sydney Leach
- 1990 Bernard Jancovici
- 1991 Claude Benoit à la Guillaume
- 1992 André Samain
- 1993 Georges Amsel
- 1994 Yves Petroff
- 1995 Pierre Bareyre
- 1996 Jean-Michel Besson
- 1997 Alain Omont
- 1998 Anne-Marie Levelut
- 1999 Michel Spiro
- 2000 François Ducastelle
- 2001 Jacques Haissinski
- 2002 Jacques Bauche
- 2003 Dominique Levesque
- 2004 Liliane Léger-Quercy
- 2005 Michel Lannoo
- 2006 Claude Boccara
- 2007 Jean-Eudes Augustin
- 2008 Rémi Jullien
- 2009 Michel Dyakonov
- 2010 Elisabeth Giacobino
- 2011 Henri Godfrin
- 2012 Jean-Pierre Lasota
- 2013 Jean-Pierre Gauyacq
- 2014 Sydney Galès
- 2015 Pawel Pieranski
- 2017 Danielle Dowek
- 2019 François Nez
- 2023 Mottronics-Team am Institut des Matériaux (Nantes)